# ديسلي (تشيشير)
ديسلي (بالإنجليزية: Disley)‏ هي قرية و أبرشية مدنية تقع في المملكة المتحدة في تشيشير إيست.  يقدر عدد سكانها بـ 4,301 نسمة .